# Omega2 de l'Àguila
Omega² de l'Àguila (Ω² Aquilae) és una nana de la seqüència principal blanca del tipus A de la magnitud aparent +6,03. Està aproximadament a 279 anys llum de la Terra.